# Sugar (álbum de 15&)
Sugar es el álbum debut de 15&, un dúo surcoreano bajo JYP Entertainment que debutó en 2012. 
Fue lanzado el 26 de mayo de 2014 con la canción del mismo nombre como pista principal del álbum. El álbum consta de diez pistas, tres lanzadas previamente. 

## Antecedentes y lanzamiento
A principios de abril de 2014, lanzaron su tercer sencillo, "Can't Hide It". El 13 de abril de 2014, hicieron su regreso en el final de K-pop Star 3. También se reveló que su primer álbum estaba programado para ser lanzado en mayo de 2014.   
El 26 de mayo de 2014, el álbum se lanzó digital y físicamente junto con el video musical de su sencillo principal en YouTube. 

## Promociones
15& presentó "Sugar" el 25 de mayo de 2014 en SBS's Inkigayo .
Los videos en vivo de 6 pistas se cargaron diariamente en YouTube a las 12 p.m. (KST) el 26 al 31 de mayo de 2014.
- Rain & Cry el 26 de mayo
- Star el 27 de mayo
- Not Today Not Tomorrow el 28 de mayo
- Oh my god el 29 de mayo
- Shy My Boy el 30 de mayo
- Silly boy el 31 de mayo

## Listado de pistas
| N.º | Título | Duración |  |

## Chart
| Country                        | Chart                | Peak position |
| ------------------------------ | -------------------- | ------------- |
| South Korea (Gaon Music Chart) | Weekly albums chart  | 8             |
| South Korea (Gaon Music Chart) | Monthly albums chart | 14            |

| Chart               | Sales  |
| ------------------- | ------ |
| Gaon physical sales | 2,378+ |